# Rhipidolestes malaisei
Rhipidolestes malaisei – gatunek ważki z rodziny Rhipidolestidae.